# Чунишино
Чунишино (укр. Чунишине) — посёлок в Покровском районе Донецкой области Украины.
Население по переписи 2001 года составляло 114 человек. Почтовый индекс — 85362. Телефонный код — 623.

## Местный совет
85362, Донецкая область, Покровский район, с. Лисовка, ул. Ленина, 68